# Jimmy Savile
James Wilson Vincent Savile, OBE, KCSG (31. oktober 1926 – 29. oktober 2011) var en engelsk disc jockey, tv-vært og mediepersonlighed, bedst kendt for sit tv-show på BBC – Jim'll Fix It, og for at være den først og sidste tv-vært for BBC's mangeårige hitliste-show Top of the Pops. Han var også kendt for sin støtte til forskellig velgørenhed samt pengeindsamlinger, især til fordel for Stoke Mandeville Hospital, og han blev ofte beskrevet som filantrop.  Han døde i en alder af 84 29. oktober 2011. Efter hans død blev der rejst flere hundrede sexanklager mod ham og politiet mistænkte ham for at være sexforbryder. 

## Anklager om seksuelt misbrug
Jimmy Savile blev i perioden 2012-2013 genstand for en omfattende politiundersøgelse (Operation Yewtree), efter han i i en ITV-dokumentar blev anklaget for at have misbrugt flere hundrede børn seksuelt I 2013 kaldte Scotland Yard Savile en "hyppigt udnyttende seksuel overgrebsmand" efter en ny efterforskning fandt 214 strafbare forbrydelser begået i 28 forskellige politikredse i perioden 1955-2009. Scotland Yards rapport viste at 73% af Saviles ofre var børn og at misbrugsanklagerne omhandlede 14 forskellige institutioner indenfor sundhedsvæsenet.